# Grand Prix-wegrace van België 1980
De Grand Prix-wegrace van België 1980 was de zesde race van het wereldkampioenschap wegrace-seizoen 1980. De races werden verreden op 6 juli 1980, eenmalig op het Circuit Zolder in de gemeente Heusden-Zolder. 

## Algemeen
De Belgische Grand Prix werd in Zolder verreden na de volledig mislukte Grand Prix van 1979, die vanwege het gladde asfalt in Spa-Francorchamps door de toprijders geboycot was. Het volledig schrappen van de Belgische Grand Prix was een van de eisen van de Professional Riders Association, maar door het verplaatsen van de race werd dit probleem opgelost. Men stelde alles in het werk om de coureurs tevreden te stellen. Aansluitend aan de Formule 1 Grand Prix in mei konden een aantal coureurs en zelfs journalisten op het circuit rijden om aan te geven welke veiligheidsmaatregelen nodig waren. Het asfalt in Spa-Francorchamps was intussen onder handen genomen en in juni door enkele Belgische coureurs getest en goed bevonden. De trainingen verliepen chaotisch: de officiële tijdwaarneming noteerde rondetijden die soms wel twee seconden verschilden met de chronometers van de teams. Bovendien waren er veel deelnemers, waardoor het zo druk was op de baan dat snelle rijders geen behoorlijke tijd konden rijden. Zo bleven bijvoorbeeld Barry Sheene, Steve Parrish, Bruno Kneubühler, Chas Mortimer en Didier de Radiguès aan de kant staan. Er waren ook veel te veel deelnemers voor een baan van nog geen vier kilometer lengte. Daardoor zouden de eerste achterblijvers al binnen een paar ronden ingehaald moeten worden. De 500cc-rijders wisten de organisatie te overtuigen het aantal terug te brengen naar 30, maar in de overige soloklassen startten 40 rijders en in de zijspanklasse 30 combinaties. In deze Grand Prix debuteerde Freddie Spencer.

## 500 cc
Bij de start van de 500cc-race was Randy Mamola, die ook al poleposition had, als eerste weg, gevolgd door Graeme Crosby, Wil Hartog en Graziano Rossi. In de tweede rechter bocht viel Patrick Fernandez, waarbij zijn motor terug op de baan stuiterde. Hij raakte de Suzuki van Bernard Fau, die daardoor gelukkig niet ten val kwam. Gianfranco Bonera probeerde de machine te ontwijken waardoor Jack Middelburg hard moest remmen. Daarbij werd hij aangereden door Markku Matikainen en beiden vielen. Mamola liep intussen snel weg van zijn achtervolgers Rossi, Lucchinelli en Roberts. Roberts passeerde Rossi en Lucchinelli, maar toen Rossi probeerde zijn teamgenoot Lucchinelli in te halen viel hij zelf terwijl Lucchinelli een vluchtroute moest nemen. Lucchinelli moest vanaf de zevende plaats opnieuw naar voren rijden en deed dat ook. HIj passeerde Franco Uncini, Wil Hartog, Graeme Crosby en uiteindelijk ook Kenny Roberts en werd tweede. Roberts had zoals het hele seizoen nog steeds problemen met zijn monoshock-achterdemper en reed op safe naar een derde plaats. Johnny Cecotto viel door problemen met zijn monoshock uit.

### Uitslag 500 cc
| Pos | Coureur              | Merk          | Tijd         | Grid         | Punten |
| --- | -------------------- | ------------- | ------------ | ------------ | ------ |
| 1   | Randy Mamola         | Suzuki        | 51'07"21     | 1            | 15     |
| 2   | Marco Lucchinelli    | Suzuki        | 51'19"61     | 3            | 12     |
| 3   | Kenny Roberts        | Yamaha        | 51'38"35     | 7            | 10     |
| 4   | Graeme Crosby        | Suzuki        | 51'42"14     | 9            | 8      |
| 5   | Wil Hartog           | Suzuki        | 51'47"96     | 10           | 6      |
| 6   | Franco Uncini        | Suzuki        | 52'03"47     | 4            | 5      |
| 7   | Carlo Perugini       | Suzuki        | 52'33"54     | 11           | 4      |
| 8   | Patrick Pons         | Yamaha        | 52'39"51     | 13           | 3      |
| 9   | Boet van Dulmen      | Bakker-Yamaha | 52'39"67     | 15           | 2      |
| 10  | Bernard Fau          | Suzuki        | 52'52"80     | 8            | 1      |
| 11  | Philippe Coulon      | Suzuki        | +1 ronde     | 14           |        |
| 12  | Raymond Roche        | Yamaha        | +1 ronde     | 27           |        |
| 13  | Maurizio Massimiani  | Yamaha        | +1 ronde     | 23           |        |
| 14  | Willem Zoet          | Suzuki        | +1 ronde     | 19           |        |
| 15  | Sadao Asami          | Yamaha        | +1 ronde     | 22           |        |
| 16  | Seppo Rossi          | Suzuki        | +1 ronde     | 29           |        |
| 17  | Kenny Blake          | Yamaha        | +2 ronden    | 17           |        |
| DNF | Jeffrey Sayle        | Yamaha        | Val          | 24           |        |
| DNF | Michel Rougerie      | Suzuki        |              |              |        |
| DNF | Johnny Cecotto       | Yamaha        | Monoshock 2  | Monoshock 2  |        |
| DNF | Gustav Reiner        | Suzuki        |              | 30           |        |
| DNF | Alain Nies           | Suzuki        |              | 28           |        |
| DNF | Freddie Spencer      | Yamaha        | Brandstof 12 | Brandstof 12 |        |
| DNF | Dale Singleton       | Yamaha        |              | 21           |        |
| DNF | Graziano Rossi       | Suzuki        | Val          | 6            |        |
| DNF | Frank Gross          | Suzuki        |              | 18           |        |
| DNF | Michel Rougeri       | Suzuki        |              | 25           |        |
| DNF | Gianfranco Bonera    | Yamaha        |              | 20           |        |
| DNF | Patrick Fernandez    | Yamaha        | Val          | 5            |        |
| DNF | Jack Middelburg      | Bakker-Yamaha | Val          | 16           |        |
| DNF | Markku Matikainen    | Yamaha        | Val          | 26           |        |
| DNQ | Peter Sjöström       | Suzuki        |              | 31           |        |
| DNQ | Philippe Chaltin     | Suzuki        |              | 32           |        |
| DNQ | Hubert Rigal         | Yamaha        |              | 33           |        |
| DNQ | Henk de Vries        | Suzuki        |              | 34           |        |
| DNQ | Dave Potter          | Yamaha        |              | 35           |        |
| DNQ | Christian Estrosi    | Suzuki        |              | 36           |        |
| DNQ | Steve Parrish        | Suzuki        |              | 37           |        |
| DNQ | Barry Sheene         | Yamaha        |              | 38           |        |
| DNQ | Giovanni Pelletier   | Morbidelli    |              | 39           |        |
| DNQ | Stuart Avant         | Suzuki        |              | 40           |        |
| DNQ | Michel Frutschi      | Yamaha        |              | 41           |        |
| DNQ | Sergio Pellandini    | Suzuki        |              | 42           |        |
| DNQ | Albert Siegers       | Suzuki        |              | 43           |        |
| DNQ | Carlo Prati          | Suzuki        |              | 44           |        |
| DNQ | Dennis Ireland       | Suzuki        |              | 45           |        |
| DNQ | Josef Hage           | Suzuki        |              | 46           |        |
| DNQ | Masaru Iwasaki       | Suzuki        |              | 47           |        |
| DNQ | Walter Koschine      | Suzuki        |              | 48           |        |
| DNQ | Antonio García       | Yamaha        |              | 49           |        |
| DNQ | Henk Twikler         | Suzuki        |              | 50           |        |
| DNQ | Jean-Philippe Delers | Yamaha        |              | 51           |        |

### Top 10 WK-stand na deze race
| Pos | Coureur           | Merk                  | Ptn |
| --- | ----------------- | --------------------- | --- |
| 1   | Kenny Roberts     | Yamaha                | 55  |
| 2   | Randy Mamola      | Suzuki                | 43  |
| 3   | Marco Lucchinelli | Suzuki                | 34  |
| 4   | Franco Uncini     | Suzuki                | 31  |
| 5   | Graziano Rossi    | Suzuki                | 30  |
| 6   | Johnny Cecotto    | Yamaha                | 20  |
| 7   | Takazumi Katayama | Suzuki                | 18  |
| 8   | Graeme Crosby     | Suzuki                | 17  |
| 9   | Jack Middelburg   | Yamaha/ Bakker-Yamaha | 15  |
| 10  | Carlo Perugini    | Suzuki                | 11  |

## 250 cc
Kork Ballington was inmiddels redelijk hersteld van zijn darmoperatie, maar nog te zwak om in België te starten. Toni Mang liet Giampaolo Marchetti en paar ronden in de buurt blijven, maar vanaf de zevende ronde gaf hij echt gas om zonder problemen te winnen. Marchetti werd tweede, even bedreigd door Carlos Lavado, maar in de laatste ronde gaf diens motor de geest. Daardoor werd Patrick Fernandez derde.

### Uitslag 250 cc
| Pos | Coureur                | Merk             | Tijd     | Grid | Punten |
| --- | ---------------------- | ---------------- | -------- | ---- | ------ |
| 1   | Toni Mang              | Krauser-Kawasaki | 49'54"03 | 1    | 15     |
| 2   | Giampaolo Marchetti    | MBA              | 50'36"60 | 16   | 12     |
| 3   | Patrick Fernandez      | Yamaha           | 50'50"77 | 21   | 10     |
| 4   | Roland Freymond        | Ad Maiora        | 50'52"44 | 6    | 8      |
| 5   | Graeme Geddes          | Yamaha           | 51'04"29 | 19   | 6      |
| 6   | Clive Horton           | Cotton-Rotax     | 51'08"82 | 7    | 5      |
| 7   | Jacques Cornu          | Yamaha           | 51'12"73 | 18   | 4      |
| 8   | Jean-Louis Guignabodet | Kawasaki         | 51'13"02 | 2    | 3      |
| 9   | Sauro Pazzaglia        | Ad Maiora        | 51'20"21 | 24   | 2      |
| 10  | Eero Hyvärinen         | Yamaha           | 51'25"99 | 8    | 1      |
| 11  | Jean-François Baldé    | Kawasaki         | 51'30"24 | 15   |        |
| 12  | Carlos Lavado          | Yamaha           | +1 ronde | 5    |        |
| 13  | Olivier Liegeois       | Yamaha           | +1 ronde | 30   |        |
| 14  | Jean-Marc Toffolo      | Yamaha           | +1 ronde | 22   |        |
| 15  | Paolo Ferretti         | Yamaha           | +1 ronde | 31   |        |
| 16  | Hans Müller            | Yamaha           | +1 ronde | 4    |        |
| 17  | John Pace              | Yamaha           | +1 ronde | 36   |        |
| 18  | René Delaby            | Yamaha           | +1 ronde | 23   |        |
| 19  | Dirk du Plooy          | Yamaha           | +1 ronde | 35   |        |
| 20  | Didier de Radiguès     | Yamaha           | +1 ronde | 14   |        |
| 21  | Mar Schouten           | Yamaha           | +1 ronde | 28   |        |
| 22  | Jean-Jacques Peyre     | Yamaha           | +1 ronde | 37   |        |
| 23  | Reino Eskelinen        | Yamaha           | +1 ronde | 33   |        |
| 24  | Bruno Lüscher          | Yamaha           | +1 ronde | 38   |        |
| 25  | Marco Papa             | Yamaha           | +1 ronde | 13   |        |
| 26  | Alan North             | Yamaha           | +1 ronde | 25   |        |
| 27  | Guy Batesti            | Yamaha           | +1 ronde | 20   |        |
| 28  | Bernard Gatti          | Yamaha           | +1 ronde | 34   |        |
| 29  | Roger Sibille          | Yamaha           | +1 ronde | 39   |        |
| 30  | Arturo Venanzi         | Yamaha           | +1 ronde | 29   |        |
| DNF | Roland Kopf            | Yamaha           |          | 40   |        |
| DNF | Lennart Bäckström      | Yamaha           |          | 27   |        |
| DNF | Eric Saul              | Yamaha           |          | 17   |        |
| DNF | Peter Looijesteijn     | Yamaha           | Val      | 11   |        |
| DNF | Tony Head              | Yamaha           |          | 32   |        |
| DNF | Edi Stöllinger         | Kawasaki         |          | 10   |        |
| DNF | Graeme McGregor        | Cotton-Rotax     |          | 9    |        |
| DNF | Thierry Espié          | Bimota-Yamaha    |          | 3    |        |
| DNF | Guy de Waele           | Yamaha           |          | 26   |        |
| DNF | Jacques Bolle          | Yamaha           |          | 12   |        |
| DNQ | André Gouin            | Yamaha           |          | 41   |        |
| DNQ | Jean-Louis Tournadre   | Yamaha           |          | 42   |        |
| DNQ | Jean Lafond            | Yamaha           |          | 43   |        |
| DNQ | Pekka Nurmi            | Yamaha           |          | 44   |        |
| DNQ | Bengt Elgh             | Yamaha           |          | 45   |        |
| DNQ | Edwin Weibel           | Yamaha           |          | 46   |        |
| DNQ | Steve Tonkin           | Cotton-Rotax     |          |      |        |
| DNQ | Murray Sayle           | Yamaha           |          | 48   |        |
| DNQ | Bruno Kneubühler       | Yamaha           |          | 49   |        |
| DNQ | Pierre Tocco           | Yamaha           |          | 50   |        |
| DNQ | Christian Cremer       | Yamaha           |          | 51   |        |
| DNQ | Klaas Hernamdt         | Yamaha           |          | 52   |        |
| DNQ | Alain Bernaud          | Yamaha           |          | 53   |        |
| DNQ | Rinus van Kasteren     | Yamaha           |          | 54   |        |
| DNQ | Graham Singer          | Yamaha           |          | 55   |        |
| DNQ | Stefan Klabacher       | Kawasaki         |          | 56   |        |
| DNQ | Alan Roethlisberger    | Yamaha           |          | 57   |        |
| DNQ | Chas Mortimer          | Yamaha           |          | 58   |        |
| DNQ | Paul Ramon             | Yamaha           |          | 59   |        |
| DNQ | Oliver Bourdil         | Bimota           |          | 60   |        |
| DNQ | Valère Pessotto        | Yamaha           |          | 61   |        |
| DNQ | Giancarlo Bet          | Yamaha           |          | 62   |        |
| DNQ | Didier de Radiguès     | Yamaha           |          | 63   |        |
| DNQ | Per-Edvard Carlsson    | Yamaha           |          | 64   |        |
| DNQ | Serge Julin            | Yamaha           |          | 65   |        |
| DNQ | Michel Simeon          | Yamaha           |          | 66   |        |

### Top 10 WK-stand na deze race
| Pos | Coureur             | Motorfiets       | Ptn |
| --- | ------------------- | ---------------- | --- |
| 1   | Toni Mang           | Krauser-Kawasaki | 79  |
| 2   | Thierry Espié       | Bimota-Yamaha    | 36  |
| 3   | Kork Ballington     | Kawasaki         | 30  |
| 4   | Jean-François Baldé | Kawasaki         | 29  |
| 4   | Carlos Lavado       | Yamaha           | 29  |
| 6   | Giampaolo Marchetti | Yamaha           | 28  |
| 7   | Erick Saul          | Yamaha           | 24  |
| 8   | Roland Freymond     | Ad Maiora        | 22  |
| 9   | Jacques Cornu       | Yamaha           | 20  |
| 10  | Sauro Pazzaglia     | Ad Maiora        | 12  |

## 125 cc
Bij de start van de 125cc-race in België namen Hans Müller en Peter Looijesteijn de leiding. Looijesteijn viel al snel terug, maar Müller behield de leiding tot de vijfde ronde, toen Ángel Nieto en Guy Bertin hem passeerden. Tot de 18e ronde behield Nieto de leiding, maar tegen het einde zette Bertin een aanval in wat hem tot op enkele tienden van seconden achter Nieto bracht. Loris Reggiani werd derde en ook Pier Paolo Bianchi wist Wolfgang Müller nog te passeren.

### Uitslag 125 cc
| Pos | Coureur             | Merk       | Tijd      | Grid | Punten |
| --- | ------------------- | ---------- | --------- | ---- | ------ |
| 1   | Ángel Nieto         | Minarelli  | 46'45"92  | 9    | 15     |
| 2   | Guy Bertin          | Motobécane | 46'46"19  | 2    | 12     |
| 3   | Loris Reggiani      | Minarelli  | 47'14"37  | 5    | 10     |
| 4   | Pier Paolo Bianchi  | MBA        | 47'18"40  | 6    | 8      |
| 5   | Hans Müller         | MBA        | 47'19"83  | 1    | 6      |
| 6   | Peter Looijesteijn  | MBA        | 47'39"86  | 4    | 5      |
| 7   | Giampaolo Marchetti | MBA        | 47'40"21  | 8    | 4      |
| 8   | Bruno Kneubühler    | MBA        | 47'45"19  | 11   | 3      |
| 9   | Ricardo Tormo       | MBA        | 47'49"23  | 10   | 2      |
| 10  | Jean-Claude Selini  | MBA        | 47'56"00  | 7    | 1      |
| 11  | August Auinger      | MBA        | 48'18"24  | 13   |        |
| 12  | Eugenio Lazzarini   | Iprem      | 48'18"93  | 12   |        |
| 13  | Matti Kinnunen      | MBA        | 48'33"65  | 21   |        |
| 14  | Johnny Wickström    | Morbidelli | 48'37"34  | 19   |        |
| 15  | Michel Galbit       | MBA        | +1 ronde  | 16   |        |
| 16  | Anton Straver       | MBA        | +1 ronde  | 17   |        |
| 17  | Alfred Waibel       | MBA        | +1 ronde  | 25   |        |
| 18  | Rolf Blatter        | MBA        | +1 ronde  | 29   |        |
| 19  | Paul Bordes         | Morbidelli | +1 ronde  | 23   |        |
| 20  | Gerhard Waibel      | MBA        | +1 ronde  | 20   |        |
| 21  | Martin van Soest    | Morbidelli | +1 ronde  | 31   |        |
| 22  | René Rénier         | MBA        | +1 ronde  | 32   |        |
| 23  | Ernst Fagerer       | Morbidelli | +1 ronde  | 33   |        |
| 24  | Olivier Liegeois    | Honda      | +1 ronde  | 27   |        |
| 25  | John Kernan         | MBA        | +1 ronde  | 30   |        |
| 26  | Hagen Klein         | Hess       | +1 ronde  | 26   |        |
| 27  | Peter van Niel      | MBA        | +1 ronde  | 35   |        |
| 28  | Jan Huberts         | Huvo       | +2 ronden | 36   |        |
| 29  | Jack Buytaert       | Honda      | +3 ronden | 39   |        |
| DNF | Harald Bartol       | MBA        |           | 15   |        |
| DNF | János Drapál        | Morbidelli |           | 34   |        |
| DNF | Marcellino Garcia   | Morbidelli |           | 37   |        |
| DNF | Alojz Pavlic        | MBA        |           | 38   |        |
| DNF | Henk van Kessel     | Condor     |           | 18   |        |
| DNF | Patrick Hérouard    | MBA        |           | 28   |        |
| DNF | Iván Palazzese      | MBA        |           | 14   |        |
| DNF | Thierry Noblesse    | MBA        |           | 22   |        |
| DNF | Per-Edvard Carlsson | MBA        |           | 24   |        |
| DNF | Chris Baert         | MBA        |           | 40   |        |
| DNF | Stefan Dörflinger   | Morbidelli |           | 3    |        |

### Top 10 WK-stand na deze race
| Pos | Coureur            | Motorfiets | Ptn |
| --- | ------------------ | ---------- | --- |
| 1   | Pier Paolo Bianchi | MBA        | 58  |
| 2   | Guy Bertin         | Motobécane | 51  |
| 2   | Ángel Nieto        | Minarelli  | 51  |
| 4   | Loris Reggiani     | Minarelli  | 48  |
| 5   | Bruno Kneubühler   | MBA        | 35  |
| 6   | Hans Müller        | MBA        | 30  |
| 7   | Barry Smith        | MBA        | 17  |
| 7   | Iván Palazzese     | MBA        | 17  |
| 9   | Ricardo Tormo      | MBA        | 13  |
| 10  | Peter Looijesteijn | MBA        | 11  |

## 50 cc
Stefan Dörflinger moest al het hele seizoen voorrang verlenen aan zijn teamgenoot Ricardo Tormo, maar toen die na de eerste ronde in België met een lege accu de pit opzocht had hij vrij baan. Dörflinger won met 13 seconden voorsprong op Eugenio Lazzarini, die zijn gebruikelijke slechte start had gehad. Aanvankelijk lagen Wolfgang Müller en Yves Dupont op de tweede en de derde plaats, maar zij werden gepasseerd door Lazzarini. Dupont werd derde, maar Müller viel in de twaalfde ronde uit waardoor Hans Spaan vierde werd. Henk van Kessel reed op de derde plaats toen in de zesde ronde zijn motor het kookpunt bereikte. Theo Timmer was toen al gevallen, waarbij hij een sleutelbeen had gebroken.

### Uitslag 50 cc
| Pos | Coureur            | Merk              | Tijd            | Grid            | Punten |
| --- | ------------------ | ----------------- | --------------- | --------------- | ------ |
| 1   | Stefan Dörflinger  | Van Veen-Kreidler | 37'59"39        | 2               | 15     |
| 2   | Eugenio Lazzarini  | Iprem-Kreidler    | 38'12"45        | 3               | 12     |
| 3   | Yves Dupont        | ABF               | 38'42"72        | 5               | 10     |
| 4   | Hans Spaan         | Van Veen-Kreidler | 38'55"56        | 6               | 8      |
| 5   | Hans-Jürgen Hummel | Kreidler          | 38'55"86        | 13              | 6      |
| 6   | Wolfgang Müller    | Kreidler          | 39'09"87        | 4               | 5      |
| 7   | Gerhard Waibel     | Kreidler          | 39'10"20        | 12              | 4      |
| 8   | Rolf Blatter       | Kreidler          | 39'14"84        | 11              | 3      |
| 9   | Otto Machinek      | Kreidler          | 39'17"38        | 20              | 2      |
| 10  | Jacky Hutteau      | ABF               | 40'83"16        | 19              | 1      |
| 11  | Bertus Grinwis     | Kreidler          | +1 ronde        | 18              |        |
| 12  | Pascal Kambourian  | Kreidler          | +1 ronde        | 14              |        |
| 13  | Gerhard Bauer      | Kreidler          | +1 ronde        | 17              |        |
| 14  | Günter Schirnhofer | Kreidler          | +1 ronde        | 15              |        |
| 15  | Yves le Toumelin   | Kreidler          | +1 ronde        | 22              |        |
| 16  | Rainer Scheidhauer | Rupp              | +1 ronde        | 28              |        |
| 17  | Ingo Emmerich      | Falk              | +1 ronde        | 16              |        |
| 18  | Joaquin Gali       | Bultaco           | +1 ronde        | 26              |        |
| 19  | Hagen Klein        | Horex             | +1 ronde        | 10              |        |
| 20  | Chris Baert        | Kreidler          | +1 ronde        | 23              |        |
| 21  | Klaus Kull         | Kreidler          | +1 ronde        | 27              |        |
| 22  | Reiner Koster      | DRS               | +1 ronde        | 29              |        |
| 23  | René Evrard        | Kreidler          | +1 ronde        | 31              |        |
| 24  | René Loge          | Kreidler          | +2 ronden       | 37              |        |
| 25  | Enrico Cereda      | DRS               | +2 ronden       | 9               |        |
| 26  | Michel de Poligny  | Kreidler          | +2 ronden       | 38              |        |
| DNF | Ricardo Tormo      | Van Veen-Kreidler | Lege accu 1     | Lege accu 1     |        |
| DNF | Alain Hannecart    | BRH               |                 | 21              |        |
| DNF | Gabriel Staelens   | Kreidler          |                 | 33              |        |
| DNF | Franz Ungar        | Kreidler          |                 | 34              |        |
| DNF | Serge Julin        | Kreidler          |                 | 36              |        |
| DNF | Henk van Kessel    | Pentax-X-16       | Kokende motor 8 | Kokende motor 8 |        |
| DNF | Theo Timmer        | Bultaco           | Val             | 7               |        |
| DNF | Rudolf Kunz        | Kreidler          |                 | 30              |        |
| DNF | Bruno di Carlo     | Kreidler          |                 | 24              |        |
| DNF | Aldo Pero          | Kreidler          |                 | 25              |        |
| DNF | Gerhard Singer     | Kreidler          |                 | 32              |        |
| DNF | Ove Skifjeld       | Kreidler          |                 | 35              |        |

### Top 10 WK-stand na deze race
| Pos | Coureur            | Motorfiets        | Ptn |
| --- | ------------------ | ----------------- | --- |
| 1   | Eugenio Lazzarini  | Iprem-Kreidler    | 62  |
| 2   | Stefan Dörflinger  | Van Veen-Kreidler | 57  |
| 3   | Ricardo Tormo      | Van Veen-Kreidler | 36  |
| 4   | Henk van Kessel    | Pentax-X-16       | 28  |
| 5   | Hans-Jürgen Hummel | Kreidler          | 27  |
| 6   | Jacky Hutteau      | ABF               | 18  |
| 6   | Yves Dupont        | ABF               | 18  |
| 8   | Theo Timmer        | Bultaco           | 17  |
| 9   | Hans Spaan         | Van Veen-Kreidler | 16  |
| 10  | Rolf Blatter       | Kreidler          | 14  |

## Zijspannen
Cees Smit en Erik de Groot stonden op de eerste startplaats van de zijspanklasse, maar zij waren er zelf ook van overtuigd dat dit een gevolg van de rommelige tijdwaarneming was. Zoals verwacht ging de strijd om de overwinning tussen Jock Taylor, Alain Michel en Rolf Biland. Die laatste had echter een slechte start, zodat er een gevecht ontstond tussen Taylor en Michel. Taylor behield de leiding tot hij in de 17e ronde een foutje maakte en Michel voorbij kwam. Drie ronden later nam Taylor de leiding weer over om ze niet meer af te staan. Biland had intussen schakelproblemen, die werden veroorzaakt door een knellende laars. Hij ging de pit in, rukte de laars van zijn voet en reed met alleen een sok om zijn "schakelvoet" verder. Hoe groot het verschil met de rest van het veld was bleek uit het feit dat hij toch nog derde werd, met een flinke voorsprong op Derek Jones.

### Uitslag zijspannen
| Pos | Coureur          | Bakkenist          | Merk               | Tijd     | Punten |
| --- | ---------------- | ------------------ | ------------------ | -------- | ------ |
| 1   | Jock Taylor      | Benga Johansson    | Windle-Yamaha      | 45'05"39 | 15     |
| 2   | Alain Michel     | Michael Burkhardt  | Seymaz-Yamaha      | +0'13"90 | 12     |
| 3   | Rolf Biland      | Kurt Waltisperg    | Krauser-LCR-Yamaha | +0'47"15 | 10     |
| 4   | Derek Jones      | Brian Ayres        | Ireson-Yamaha      | +1'07"00 | 8      |
| 5   | Werner Schwärzel | Andreas Huber      | Krauser-LCR-Yamaha | +1'36"18 | 6      |
| 6   | Egbert Streuer   | Johan van der Kaap | LCR-Yamaha         | +1'45"72 | 5      |
| 7   | Rolf Steinhausen | Kenny Arthur       | Bartol-LCR         | +1 ronde | 4      |
| 8   | Trevor Ireson    | Clive Pollington   | Ireson-Yamaha      | +1 ronde | 3      |
| 9   | George O'Dell    | Kenneth Williams   | Yamaha             | +1 ronde | 2      |
| 10  | John Barker      | Nick Cutmore       | Yamaha             | +1 ronde | 1      |

### Top 10 WK-stand na deze race
| Pos | Coureur          | Bakkenist                        | Motorfiets                  | Ptn |
| --- | ---------------- | -------------------------------- | --------------------------- | --- |
| 1   | Jock Taylor      | Benga Johansson                  | Windle-Yamaha               | 52  |
| 2   | Rolf Biland      | Kurt Waltisperg                  | Krauser-LCR-Yamaha          | 40  |
| 3   | Alain Michel     | Paul Gérard en Michael Burkhardt | Seymaz-Fath / Seymaz-Yamaha | 39  |
| 4   | Egbert Streuer   | Johan van der Kaap               | LCR-Yamaha                  | 29  |
| 5   | Werner Schwärzel | Andreas Huber                    | Krauser-LCR-Yamaha          | 28  |
| 6   | Derek Jones      | Brian Ayres                      | Ireson-Yamaha               | 18  |
| 7   | Göte Brodin      | Billy Gällros                    | Krauser-LCR-Yamaha          | 11  |
| 8   | Rolf Steinhausen | Kenny Arthur                     | Bartol-LCR                  | 10  |
| 9   | Yvan Trolliet    | Denis Vernet                     | Seymaz-Yamaha               | 9   |
| 10  | Bruno Holzer     | Karl Meierhans                   | LCR-Yamaha                  | 8   |

## Trivia
- Kenny Roberts, die in de 500cc-klasse derde was geworden, verscheen niet op het erepodium. Hij was door twee baancommissarissen tegengehouden omdat hij geen geldige toegangskaart bij zich had. Dat was niet onlogisch, want de huldiging geschiedde ongeveer 1 minuut nadat Roberts van zijn motorfiets was gestapt.

1921 · 1922 · 1923 · 1924 · 1925 · 1926 · 1927 · 1928 · 1929 · 1930 · 1931 · 1932 · 1933 · 1934 · 1935 · 1936 · 1937 · 1938 · 1939 · 1947 · 1948 · 1949 · 1950 · 1951 · 1952 · 1953 · 1954 · 1955 · 1956 · 1957 · 1958 · 1959 · 1960 · 1961 · 1962 · 1963 · 1964 · 1965 · 1966 · 1967 · 1968 · 1969 · 1970 · 1971 · 1972 · 1973 · 1974 · 1975 · 1976 · 1977 · 1978 · 1979 · 1980 · 1981 · 1982 · 1983 · 1984 · 1985 · 1986 · 1988 · 1989 · 1990